# 窦允
窦允，字雅，始平人。出自寒门，清尚自修。年轻时在本县出仕，稍迁郡主簿。举孝廉，除授浩亹长。勤于为政，劝课田蚕，平均调役，百姓赖之。迁谒者。泰始年间，朝廷下诏褒扬窦允政绩，说此等人应当提拔以为立行者的榜样，命详细察访及旌表。拜窦允为临水令。窦允克己厉俗，改修政事，士庶悦服，都歌咏他。迁钜鹿太守，甚有政绩。卒于官。

## 延伸阅读
[在维基数据编辑]
 《晉書·卷090》，出自房玄齡《晉書》